# Bachata
Pour la danse homonyme, voir Bachata (danse).

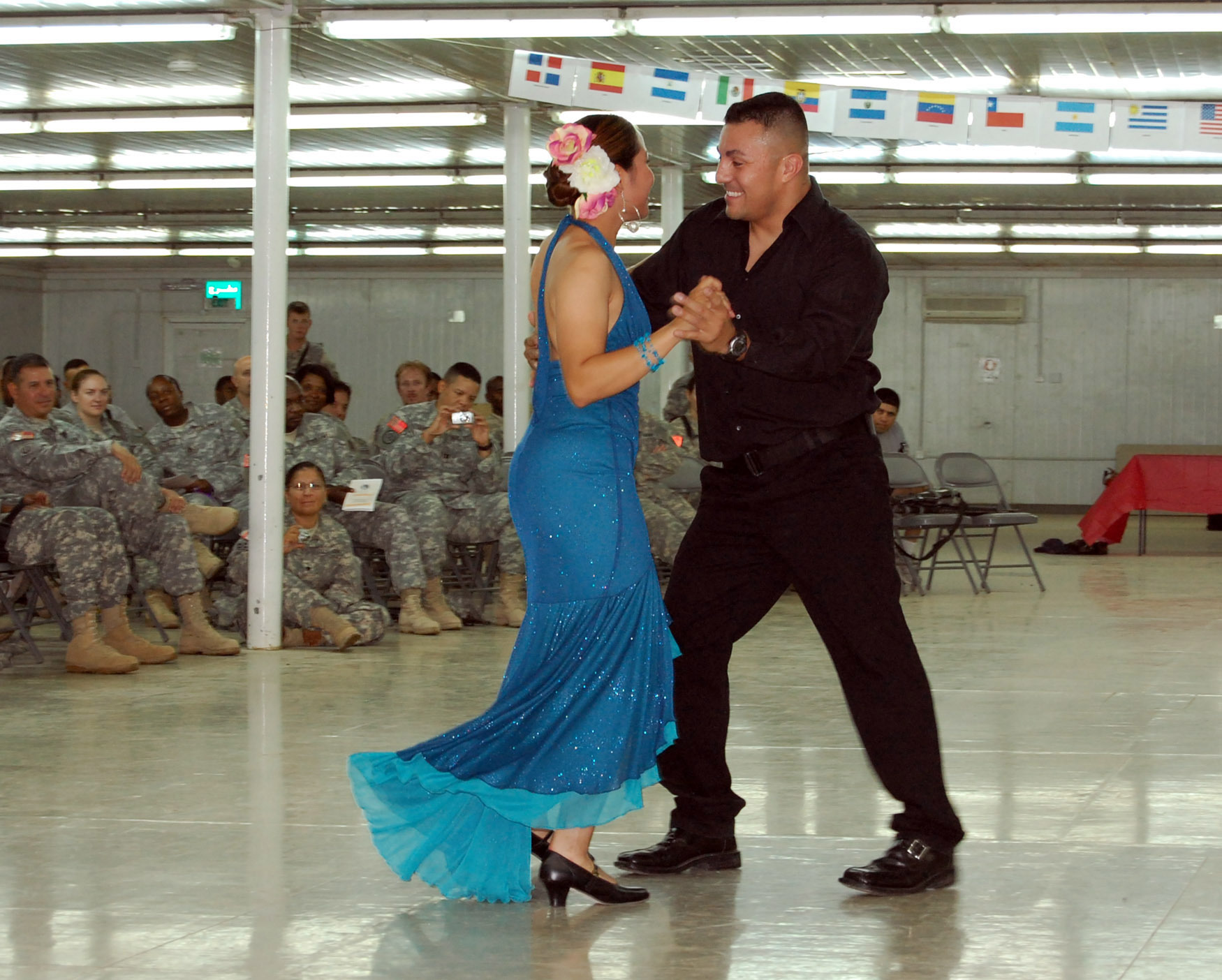
Couple dansant la bachata

La bachata est un genre musical originaire de République dominicaine. Il se caractérise comme un mélange de boléro (surtout, le boléro rythmique) avec des influences musicales d'origine africaine et d'autres styles comme le son cubain, le merengue, le cha-cha-cha. La bachata est jouée par plusieurs guitares (deux ou trois), accompagnées de percussions (bongo, maracas, güira) et une basse. Le genre est associé au bolero campesino, un genre qui a lui-même été longtemps associé aux couches sociales les plus défavorisées de Saint-Domingue.
Au tout début, la bachata était dédaignée, car c'était une musique qui provenait des classes sociales basses. À ses débuts, elle était très peu diffusée à la radio. Elle a commencé à se populariser à partir des années 1980, avec le développement des moyens de communication massifs et du tourisme, et l'effort de quelques compositeurs qui ont remarqué qu'avait surgi un nouveau genre. Des auteurs comme Luis Días, depuis 1980, ou Juan Luis Guerra et Víctor Víctor, dans les années 1990, l’ont rendue plus moderne et urbaine.
Un très grand intérêt pour le genre émerge à partir des années 1980, à tel point qu'il apparaît dans les médias. Elle est déclarée patrimoine immatériel de l'humanité en République dominicaine le 11 décembre 2019 par l'UNESCO,.

## Étymologie
Dans ses origines les plus lointaines connues, au début des années 1920, le terme bachata désignait à Cuba un type de réunion sociale, apparentée avec la fête de l'époque, défini par la présence de quelques genres populaires de musique et de danse. Étymologiquement, le mot bachata est d'origine africaine et désigne la fête et la virée, selon Fernando Ortiz.

## Histoire

### Origines
Le boléro latino-américain, en tant qu'expression musicale des années 1830, 1940 et 1950, pénètre le goût des Dominicains. Ce rythme coexistait avec d'autres expressions de la musique latino-américaine, également très populaires à l'époque en République dominicaine, comme le corrido mexicano, le huapango ou le pasillo, entre autres.
La musique populaire du Trois Romantiques, des quatuors, des ensembles et des solistes de pays tels que le Mexique, Cuba et d'autres, exerce une forte influence sur les musiciens populaires dominicains qui développaient leur activité dans les quartiers marginaux de Saint-Domingue et d'autres villes, au début des années 1960. Cela permet d'articuler une expression musicale spécifique à la République dominicaine à partir des années 1960.

### Première vague
La première vague comprend des chanteurs comme José Manuel Calderon (en), Rafael Encarnación et Luis Segura.
La bachata naît le 30 mai 1962 dans la voix de José Manuel Calderón (accompagné du trio Les Juvéniles), avec les titres Borracho de amor et Condena (que será de mí) de Bienvenu Fabián, enregistrés dans les studios de la Radio Télévision Dominicaine.
Rafael Encarnación a aussi séduit les amateurs de ce rythme, mais son parcours dans le show-business a duré moins d'un an. Après avoir commencé sa carrière en octobre 1963, il meurt tragiquement en mars 1964. Luis Segura enregistre son premier single (Cariñito de mi vida) en 1964. C’est aussi l'année où est créée Radio Guarachita, qui contribuera à diffuser ce genre de musique.

### Deuxième vague
Luis Segura (El Añoñaíto) peut être considéré comme le père de la deuxième vague de succès de la bachata. Son titre à succès Pena por ti, enregistré en 1982, a tourné une autre page dans l'histoire de ce rythme, en le faisant accepter des classes sociales plus élevées.
Mélida Rodríguez (La Patiente) et Leonardo Paniagua sont aussi des chanteurs à succès de cette époque. Leonardo Paniagua a aussi connu le succès avec des reprises telles que Chiquitita (du groupe ABBA) ou Amada amante (de Roberto Carlos).

### Troisième étape

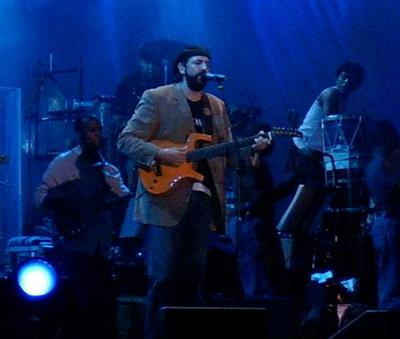
Le chanteur Juan Luis Guerra.

La troisième vague se caractérise par des arrangements musicaux plus élaborés et des textes plus profonds. De nouveaux sous-genres apparaissent, comme la bachata rosa et la tecnoamargue. La bachata rosa est représentée surtout par les auteurs interprètes Víctor Víctor et Juan Luis Guerra : c'est une fusion de bachata et de ballade romantique.
La tecnoamargue est représentée par la chanteuse Sonia Silvestre et le compositeur Luis Días : la bachata fusionne avec le rock, le jazz et d'autres rythmes dominicains et caribéens. L'expressionnisme abstrait et la poésie caractérisent les textes.

### Période contemporaine
Les paroles sont romantiques, sensuelles et parfois érotiques. Les vers sont poétiquement élaborés, avec des images littéraires raffinées. Les textes ont souvent pour thème l'amour romantique (passion, infidélité, tristesse, séparation, etc.). Des artistes comme Teodoro Reyes, Joe Veras, Luis Vargas, Antony Santos, Frank Reyes, Yóskar Sarante, Luis Miguel del Amargue, Raulín Rodríguez, Zacarías Ferreira, le groupe Aventura entre autres, sont les nouvelles stars du genre. Apparaissent des duos comme Monchy y Alexandra. Certains d'entre eux ne sont pas originaires de République dominicaine. Prince Royce et Romeo Santos sont devenus de grandes stars, ainsi que Grupo Extra.
L'internationalisation définitive est le fait du groupe Aventura, avec Romeo Santos comme chanteur, qui, en tant qu'artiste solo, s'est imposé comme le représentant le plus important de cette nouvelle étape de la bachata et le plus reconnu au niveau international. Des groupes à projection internationale apparaissent également, comme les Dominicains Monchy y Alexandra et les Américains Xtreme, ainsi que des solistes comme Ivy Queen, Prince Royce, Maite Perroni, Toby Love ou Daniel Santacruz, qui ont tous enregistré des succès de bachata sans être originaires de la République dominicaine.
La bachata est déclarée patrimoine immatériel de l'humanité en République dominicaine le 11 décembre 2019 par l'UNESCO,.

## Artistes notables
Dans la bachata dominicaine, ils incluent : Juan Luis Guerra, Monchy y Alexandra, Carlos y Alejandra, puis Circharles et Alejandra Feliz en solo, Antony Santos, Elvis Martinez, Frank Reyes, Joan Soriano, Andy Andy, Luis Segura (en),  Luis Vargas, Víctor Víctor, Yoskar Sarante, et Zacarías Ferreira (en).
Dans la bachata contemporaine : Aventura, Prince Royce, Romeo Santos, Toby Love, Daniel Santacruz, Grupo Extra, Vena, et Xtreme.

## Danse

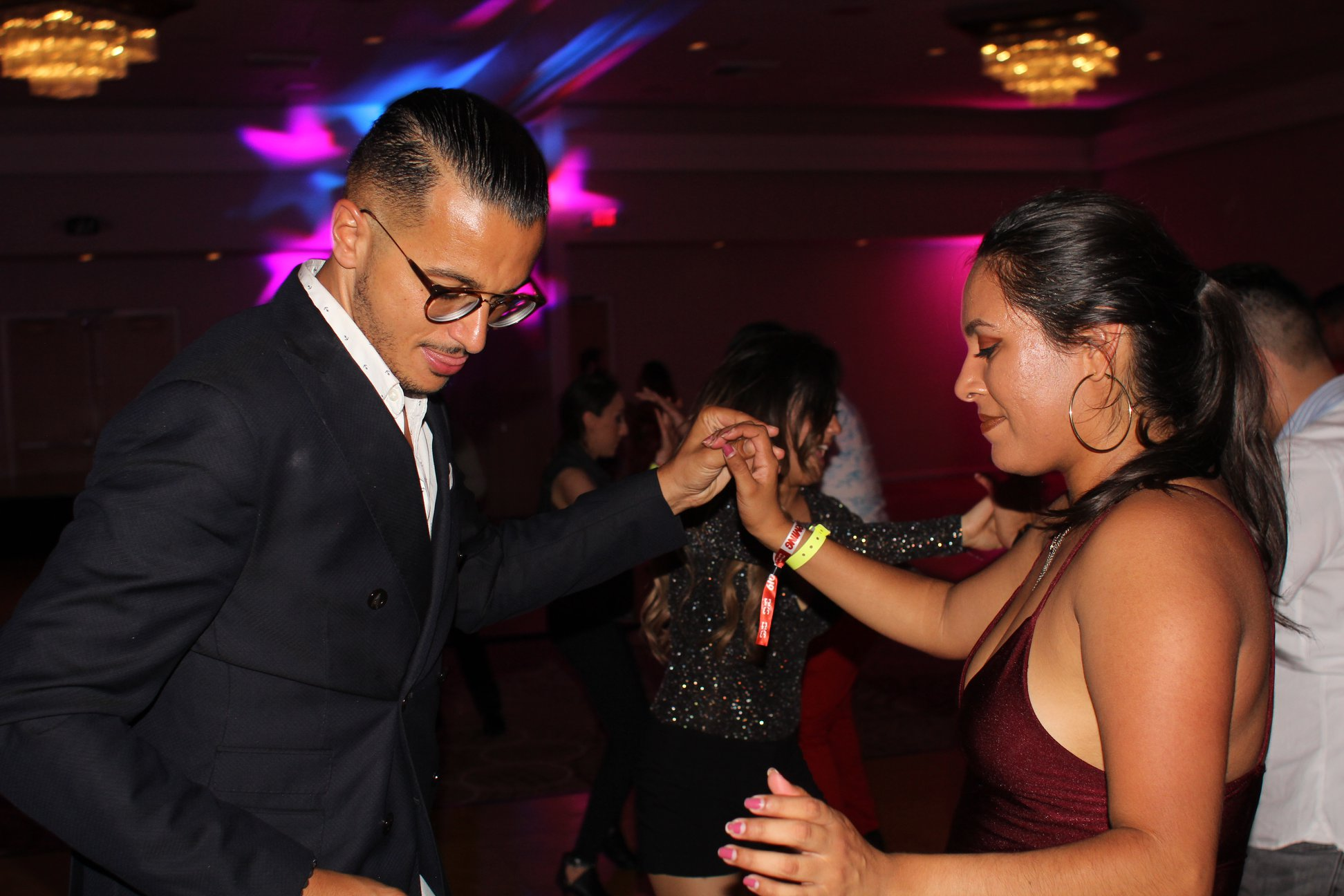
Danseurs de bachata

Le mouvement est simple : c'est une série de pas simples qui produit un mouvement d'avant en arrière, ou d'un côté à l'autre. Un schéma représentatif serait de la manière suivante : avec le pied gauche, faites un pas vers la gauche, puis ramenez le pied droit à côté du pied gauche deux fois de suite, les quatre premiers temps. Faites aussi de même vers la droite en commençant par le pied droit, pour le retour. Sur le quatrième temps et le huitième temps, pointez respectivement le pied droit puis le pied gauche. Le caractère de la danse est obtenu par un mouvement sensuel du corps et de la hanche qui garde une similitude avec certaines danses africaines.
La bachata a plusieurs variantes :
- Bachata moderne : c'est la bachata la plus simple, constituée de figures ou passes, elle se danse principalement en position ouverte ou semi ouverte.
- Bachata dominicaine ou bachata dominicana : c'est une bachata plus compliquée que la bachata moderne et qui se danse sur des bachata rapides voire très rapides et qui comporte de nombreux jeux de jambes. Elle se danse chez les très bons danseurs de bachata, car elle nécessite de danser en rythme sur des demi-temps, tout en faisant des transferts de hanche. Elle nécessite un guidage très ferme et se danse souvent en position ouverte.
- Bachata sensual : cette variante de la bachata est très en vogue depuis les années 2005-2010, avec des danseurs professeurs internationaux comme Korke et Judith ou Daniel et Désirée. Elle se danse sur des chansons qui ont un rythme lent et sensuel, elle comporte beaucoup de vagues et se danse avec toutes les parties du corps. Elle nécessite un rapprochement des 2 partenaires et la position habituelle est la position fermée.
- Bachata fusion : La bachata fusion est un style de danse contemporain qui associe les fondamentaux de la bachata traditionnelle à une multitude d'autres influences, allant de la kizomba à la danse contemporaine. Cette fusion offre une grande liberté d'expression, permettant aux danseurs d'expérimenter avec de nouvelles figures et dynamiques. En combinant les mouvements de base de la bachata avec des éléments empruntés à diverses disciplines, les danseurs créent un style unique et en constante évolution. L'influence du zouk brésilien est particulièrement notable, apportant fluidité et connexion entre les partenaires.
- Autres variantes, la bachata traditionnelle, qui fait travailler les hanches et le déplacement du poids du corps, et qui comporte un guidage ferme. Il n'y a pas de mouvement de hanche sur le 4e et 8e temps dans cette danse. Il s'agirait de la « bachata originelle ». Une chanson de bachata peut avoir plusieurs styles et il convient d'adapter sa danse au style de la chanson de bachata.

Des compétitions en France existent comme le Championnat de France FFD (Fédération française de danse) qui dispose de nombreuses catégories réparties par discipline (solo, couple, équipe de danseurs en solo, équipe de danseurs en couple…), par niveau (amateur, professionnel) et par âge (enfants, ados, pré-ados, adultes, seniors…).